# Пирамида (Мемфис)
Пирамид-арена, ранее известная как Великая американская пирамида и обычно называемая сокращённо Пирамидой, — первоначально спортивная арена, рассчитанная на 20 142 места, построенная в центральной части Мемфиса на берегу реки Миссисипи. Сооружение было возведено в 1991 году и изначально принадлежало и эксплуатировалось совместно городом Мемфисом и округом Шелби; округ Шелби продал свою долю во владении Мемфису в апреле 2009 года.
Необычная структура здания ссылается на древнеегипетский город Мемфис, знаменитый своими пирамидами; строение имеет высоту в 98 метров и размер основания в 180 метров, что делает её шестой в мире пирамидой по размерам, следом за Пирамидой Хеопса (138,75 м), Пирамидой Хефрена (136,4 м), отелем «Луксор» в Лас-Вегасе (106 м), Розовой пирамидой (104 м) и Ломаной пирамидой (101,1 м), а также восьмым по высоте зданием города. Пирамид-арена также незначительно выше (примерно на 5 метров) Статуи Свободы.
В течение нескольких лет статуя Рамсеса II Великого, созданная в форме настоящей статуи из Египта, стояла перед входом в здание. Однако в 2011 году статуя была арендована Университетом Мемфиса за символическую плату в $1 и перемещена в его главный кампус в апреле 2012 года.
С 2004 года Пирамид-арена активно не используется как спортивный или развлекательный центр. Здание в настоящее время преобразовано в супермаркет «Bass Pro Shops» с открытой смотровой площадкой на вершине.

## Строительство
«Великая американская пирамида» была задумана юным жителем Мемфиса, Брентом Харцем, прорисовавшего облик будущей золотой пирамиды, его концепция пирамиды как символа Мемфиса понравилась предпринимателю Джону Тигретту. Церемония закладки здания состоялась 15 сентября 1989 года, а 9 ноября 1991 года Пирамид-арена была открыта.
Проектом сооружения как и его строительством руководил Сидни Шленкер, совладелец баскетбольного клуба «Денвер Наггетс» и нескольких компаний в сфере развлечений, которые Тигретт привлёк в Мемфис для создания в здании различных мест, привлекательных для туристов: первоначально существовали планы по созданию коротковолновой радиостанции, посвящённой музыке Мемфиса, Хард-Рок Кафе, музыкального музея, парка развлечений на Муд-айленд и других развлекательных объектов. Однако планы не были реализованы из-за разногласий между Тигреттом и Шленкером и последующих финансовых трудностей.

## Использование Пирамид-арены
Пирамид-арена служила домашней площадкой для баскетбольной команды «Мемфис Тайгерс», представлявшей Университет Мемфиса, а позднее и для клуба НБА «Мемфис Гриззлис». Однако в ноябре 2004 года обе команды перебрались на новую арену Федэкс Форум.
Пирамид-арена принимала у себя в 1993 году мужской и женский баскетбольные турниры Великой среднезападной конференции, в 1994 и 1997 годах мужской баскетбольный турнир Юго-восточной конференции, в 1996 и 2000 годах мужской баскетбольный турнир Конференции США и в 2003 году женской баскетбольный турнир Конференции США. Кроме того здесь проводились первый и второй раунды NCAA Tournament в 1995, 1997 и 2001 годах.
В Пирамид-арене в 2002 году также был проведён боксёрский поединок между Ленноксом Льюисом и Майком Тайсоном, в котором Льюис победил нокаутом в восьмом раунде.
В конце 2005 года режиссёр Крэйг Брюэр использовал здание в качестве звуковой сцены[прояснить] для своего фильма «Стон чёрной змеи».
С 2002 по 2006 год здесь проводились ежегодные международные собрания священнослужителей Церкви Бога во Христе.
В 2002 году в Пирамид-арене состоялся концерт, приуроченной к 25-й годовщине смерти Элвиса Пресли.

## Проблемы и закрытие
С момента своего открытия Пирамид-арена сталкивалась с рядом проблем. В ночь открытия здания пол арены был затоплен из-за недостатков дренажных насосов. Предполагалось также, что арена готова к проведению матчей НБА; однако, когда «Мемфис Гриззлис» перебрались в город, оказалось, что с финансовой точки зрения, будет дешевле построить новую арену, отвечающую стандартам НБА, нежели переделывать под эти стандарты Пирамид-арену.
С 2004 года Пирамид-арена как спортивный или развлекательный центр уже не используется.